# تونکاوا (اکلاهما)
تونکاوا(به انگلیسی: Tonkawa) شهری در ایالت اکلاهما کشور ایالات متحده آمریکا است که جمعیت آن در سرشماری سال ۲۰۱۰ میلادی، ۳٬۲۱۶ نفر بوده‌است.